# Влох Ростислав Орестович
Ростислав Орестович Влох (нар. 17 травня 1964, Львів) — український фізик, доктор фізико-математичних наук (1995), професор (2000), директор Інституту фізичної оптики імені О. Г. Влоха МОН України (2010).

## Біографія
Народився 17 травня 1964 року у Львові в сім'ї науковців. Його батько — вчений-фізик та український громадський діяч Орест Влох, мати — Влох Ірина Йосипівна, вчений — психіатр. Академік АН ВШ України з 2008 р.
Закінчив фізичний факультет Львівського державного університету імені Івана Франка за спеціальністю «Оптичні та оптоелектронні прилади і системи» (1987).
Працював інженером Львівського науково-дослідного радіотехнічного інституту, навчався в аспірантурі Ужгородського державного університету (1987—1990).
Захистив дисертацію на тему «Кристалооптика власних сегнетоеластиків і сегнетоелектриків при фазових переходах (K2Cd2(SO4)3, Ca2Pb(C2H5CO2)6, Sn2P2S6)» на здобуття наукового ступеня кандидата фізико-математичних наук за спеціальністю 01.04.10 — фізика діелектриків і напівпровідників (1990). Працював на посадах молодшого наукового співробітника, згодом — наукового співробітника Фізико-механічного Інституту АН УРСР ім. Г. В. Карпенка.
Упродовж 1992—1995 років навчався у докторантурі Львівського державного політехнічного інституту. Захистив дисертацію на тему «Градієнтні ефекти параметричної кристалооптики» на здобуття наукового ступеня доктора фізико-математичних наук за спеціальністю 01.04.05 — оптика, лазерна фізика (1995).
Після захисту докторської дисертації працював на посаді доцента кафедри «Електронні прилади» Національного університету «Львівська політехніка» (1995—2000). А з 2000 року переведений на посаду професора цієї ж кафедри. Працював у Інституті фізичної оптики МОН України з моменту заснування (1992) на посаді завідувача лабораторією, впродовж 2001—2009 років — заступника директора з наукової роботи. У 1996 році отримав вчене звання старшого наукового співробітника, в 2000 році — вчене звання професора за спеціальністю «Оптика, лазерна фізика».
З 2010 року Ростислав Орестович — директор Інституту фізичної оптики МОН України.

## Наукова діяльність
Професор є відомим ученим у галузі оптики та фізики діелектричних і напівпровідникових кристалічних середовищ, автором більше, ніж 200 статей у наукових міжнародно-визнаних журналах. Ним був започаткований новий науковий напрямок в оптиці анізотропних середовищ (градієнтна параметрична кристалооптика та кристалооптика комбінованих ефектів), запропоновано нові методи досліджень оптичних властивостей кристалів. Наукові праці Р. О. Влоха стосуються оптичних властивостей фероїків за фазових переходів та оптичного матеріалознавства.
Науковими здобутками Р. О. Влоха є виявлення, опис і пояснення нових фізичних явищ, зокрема: виявлені та/або передбачені нові фізичні явища такі, як акустогіраційна дифракція світла, градієнтна оптична активність (торсійно-гіраційний ефект), комбіновані ефекти параметричної кристалооптики (ефекти індуковані спільною дією полів різної природи), двоточкова рефракція циркулярно-поляризованих хвиль у гіротропних кристалах, та інші; опис анізотропії поширення і взаємодії циркулярних хвиль у гіротропних середовищах; симетрійно-тензорний опис поширення світла у фізичному вакуумі; виявлення квадратичного електрогіраційного ефекту в чистому вигляді; пояснення і експериментальне підтвердження природи явища, яке раніше пов'язувалось з магнітогірацією, виявилось зумовленим неповною невзаємністю фарадеївського повертання площини поляризації світла в оптично активних кристалах з ненульовим лінійним двозаломленням; пояснення і експериментальне дослідження прояву енантіоморфізму сегнетоеластичних доменів у дифракції світла.
Питаннями, активно досліджуваними професором, є фазові переходи в кристалах, зокрема: експериментальне виявлення та теоретичне пояснення «забороненої» доменної структури в сегнетоеластиках (на прикладі кристалів твердих розчинів лангбейнітів); експериментальне виявлення однієї з трьох спеціальних точок Ландау, а саме ізольованої точки фазового переходу другого роду на лінії фазових переходів першого роду в кристалах твердих розчинів сегнетоеластичних лангбейнітів (K2Cd2xMn2(1-x)(SO4)3); дослідження і з'ясування природи структурних фазових переходів у напівпровідникових (Sn2P2S6, Cs3Bi2I9), сегнетоеластичних-суперіонних (Cu6PS5IxBr1-х), сегнетоелектричних (Pb5Ge3O11 з різними домішками), органічних (бета-аланіну, [(CH2OH)3CNH3)]H2PO4, Ca2Pb(C2H5CO2)6), біологічних (кристали лізоциму), неспівмірно-модульованих (Cs2BX4 (B=Hg, Cd; X=Br, Cl)) кристалах та кристалах релаксорів (Pb(Zn1/3Nb2/3)O3/9%PbTiO3) і поведінки за цих фазових переходів їх оптичних, термомеханічних та акустичних параметрів.
Серед наукових досягнень Р. О. Влоха — виявлення і дослідження нових високоефективних матеріалів для акустооптики короткохвильової (кристали сімейства боратів PbB4O7, SrB4O7), видимої (Sn2P2S6) та інфрачервоної (кристали Cs2BX4 (B=Cd, Hg; X=Br, Cl) областей оптичного спектра; виявлення і дослідження нових високоефективних матеріалів для акустооптики потужного лазерного випромінювання (кристали сімейства боратів альфа- і бета- BaB2O4, Li2B4O7, LiKB4O7) та виявлення акустооптичних матеріалів з найвищими, на даний час, коефіцієнтами акустооптичної якості для видимої області спектра (кристали Sn2P2S6); виявлення низки нових високоефективних електрогіраційних і магнітооптичних матеріалів, зокрема кристалів Sn2P2S6 і Pb5Ge3O11:Cr; дослідження властивостей найефективніших в наш час[коли?] п'єзоелектричних матеріалів (кристали Pb(Zn1/3Nb2/3)O3/9%PbTiO3).
Р. О. Влох розробив оптичні методи досліджень: метод малокутової поляриметрії зображення, успішно використаний для дослідження невзаємності ефекту Фарадея, що дозволило з'ясувати причини виникнення так званої магнітогірації; методу дослідження розподілу напружень у напівпровідникових матеріалах на основі інфрачервоної поляриметрії зображення; томографічного методу дослідження п'єзооптичних властивостей кристалів, який дозволяє на порядок підняти точність вимірювань.
Наукові праці Р. О. Влоха відомі за межами України. Професор успішно поєднує наукову, науково-адміністративну та педагогічну діяльність. Під його керівництвом захищено 9 кандидатських дисертацій. Він — співавтор ліцензованого перекладу підручника Р.Дж. Хансперджер «Інтегральна оптика: теорія та технологія». Р. О. Влох є головою спеціалізованої вченої ради для захисту докторських дисертацій за спеціальностями 01.04.05 — «Оптика, лазерна фізика» та 01.04.07 — «Фізика твердого тіла» при Інституті фізичної оптики МОН України, членом Експертної ради ВАК України з фізики та членом фахової ради з фізики МОН України. У 2008 р. професор Р. О. Влох обраний дійсним членом АН Вищої школи України. З моменту заснування наукового журналу «Ukrainian Journal of Physical Optics» (2000) до 2009 р. Р. О. Влох обіймав посаду виконавчого редактора. За цей період журнал набув авторитету серед науковців галузі та увійшов у міжнародні реферативні бази даних, такі як Thomson ISI, SCOPUS, Chemical Abstracts, INSPEC та інші. З 2009 р. Р. О. Влох — головний редактор цього журналу та виконавчий редактор журналу «Scientific Horizons».
Влох Р. О.— організатор міжнародної конференції «Conference on parametrical optics» (Львів, 17-20 вересня 2001 р.) і «1-st Ukrainian Meeting on Ferroelectrics and Related Materials» (Львів 1999 р.), та учасник, а в деяких випадках член оргкомітетів міжнародних конференції з фізики, зокрема, з фізики сегнетоелектриків, з застосування полярних діелектриків, з доменної структури фероїків, з кореляційної та сингулярної оптики, з лазерної фізики, зі спектроскопії біологічних молекул. У 1995—1996 рр. запрошувався для проведення досліджень у Віденському університеті (Відень, Австрія), у 1997—1998 рр. — в університеті Васеда (Токіо, Японія), а в 1997, 1998, 1999, 2000 роках неодноразово брав участь у проведенні досліджень у Вроцлавському університеті (Вроцлав, Польща).
Влох Ростислав Орестович є керівником багатьох наукових проектів, які фінансувалися з Державного бюджету та Державним фондом фундаментальних досліджень, керівником міжнародних наукових проектів НТЦУ: «Акустооптичні пристрої для контролю надпотужного лазерного випромінювання» (2003—2005, співкерівництво), «Оптичний томограф 3D тензорного поля напружень» (2005—2007), «Розробка нанотехнологій для створення високоефективних інтегрально-оптичних і квантових структур на основі напівпровідників Sn2yPb2(1-y)P2S6xSe6(1-x)» (2008—2010).
У рамках виконання проекту Державного фонду фундаментальних досліджень Р. О. Влох розробив систему рейтингування та провів аналіз стану українських фахових журналів з природничих та технічних наук.

## Нагороди
- У 2006 р. Постановою Президії НАН України № 149 професор Р. О. Влох відзначений Подякою за багаторічну плідну працю, значні особисті творчі здобутки та вагомий внесок у зміцнення творчої співпраці з колективами НАН України.
- У 2010 р. відзначений Подякою ВАК України за вагомий внесок у державну систему атестації наукових кадрів України.
- У 2011 р. нагороджений цінним подарунком Верховної Ради України.
- У 2016 Указом Президента України присвоєно почесне звання «Заслужений діяч науки і техніки України».
- Лауреат Державної премії України в галузі науки і техніки (2020)[1].